# Dietrich Droste zu Vischering gen. Manenschyn
Dietrich Droste zu Vischering gen. Manenschyn († 1465) war Dompropst in Münster.

## Leben

### Herkunft und Familie
Dietrich Droste zu Vischering entstammte als Sohn der Eheleute Bernhard Droste zu Vischering und Gertrud von Hamern einer Familie, die aus dem Stamm von Wulfheim (Drosten von Dülmen) hervorging und seit 1309 als Drosten zu Vischering auch diesen Familiennamen führt.

### Wirken
Dietrich war 1418 zunächst Domherr in Münster und dann als Pfarrer in Havixbeck tätig und legte wie sein Vorgänger Heinrich von Nassau-Beilstein im Jahre 1422 sein Gelöbnis ab. 1435 stimmte er als Dompropst dem Kapitelstatut zu, das die Macht des Propstes weiter einschränkte. Damit beendete er den Streit zwischen Dechant und Kapitel bezüglich der Regelung der Präbenden. Im April 1446 erklärte er die Union des Domkapitels und führte damit im Dezember 1447 die Aussöhnung mit dem Hochstift herbei.
In der münsterschen Stiftsfehde zeigte er sich unentschlossen und wechselte die Seiten. 1451 trat er von der hoyanischen auf die moersische Seite über. An der Wahl des Bischofs Konrad von Diepholz (Kandidat des Walram von Moers) am 10. Dezember 1456 in Ahaus nahmen er und die Domherren Heinrich von Keppel und Sander von Oer nicht teil. Alle übrigen Domherren stimmten für Konrad von Diepholz. Letztlich konnte weder die hoyanische noch die moersische Seite den Bischof stellen, denn Papst Calixt III. entschied sich für Johann von Pfalz-Simmern.
Anfang 1462 resignierte Dietrich auf die Dompropstei und war anschließend noch als Domherr tätig.
Er gründete zahlreiche milde Stiftungen und gilt als Mitstifter des Klosters Agnetenberg in Dülmen, dem er die Grundstücke geschenkt hatte.